# Imrama
Imrama è il primo album in studio del gruppo musicale black metal irlandese Primordial, pubblicato dalla Cacophonous Records il 20 settembre del 1995.

## Edizioni
L'album è stato più volte ristampato. La prima - in versione rimasterizzata - nel 2001 dalla loro etichetta del momento, l'olandese Hammerheart Records (poi Karmageddon Media). Successivamente ci fu la ristampa della stessa, stavolta senza slipcase, con le stesse bonus track: The Calling e Among the Lazarae, provenienti entrambe dall'EP The Burning Season del 1999.
Nel 2009, grazie alla Metal Blade Records, fu realizzata un'edizione sontuosa, per i primi quattro album pubblicati precedentemente all'accordo siglato con l'etichetta statunitense. In questa versione, le due tracce aggiuntive furono sostituite dal primo demo del gruppo: Dark Romanticism... Sorrow's Bitter Harvest... (già edito nel 2004 dalla Karmageddon Media col titolo Dark Romanticism). Accluso un DVD con il concerto tenutosi a Cork City il 5 febbraio del 1994.
Quattro anni dopo venne stampato anche in LP, con la lista tracce e la copertina originaria.

## Tracce

### Versione Standard
Testi di Naihmass Nemtheanga, musiche di Primordial.
1. Fuil Ársa – 4:47
2. Infernal Summer – 6:12
3. Here I Am King – 4:27
4. The Darkest Flame – 5:19
5. The Fires... – 5:25
6. Mealltach – 1:28
7. Let the Sun Set on Life Forever – 4:27
8. To the Ends of the Earth – 5:31
9. Beneath a Bronze Sky – 3:28
10. Awaiting the Dawn... – 5:00

### Edizione rimasterizzata
Testi di Naihmass Nemtheanga, musiche di Primordial.
1. Fuil Ársa – 4:47
2. Infernal Summer – 6:12
3. Here I Am King – 4:27
4. The Darkest Flame – 5:19
5. The Fires... – 5:25
6. Mealltach – 1:28
7. Let the Sun Set on Life Forever – 4:27
8. To the Ends of the Earth – 5:31
9. Beneath a Bronze Sky – 3:28
10. Awaiting the Dawn... – 5:00
11. The Calling – 4:56 – da The Burning Season
12. Among the Lazarae – 7:51 – da The Burning Season

### CD
Testi di Naihmass Nemtheanga, musiche di Primordial.
1. Fuil Ársa – 4:47
2. Infernal Summer – 6:12
3. Here I Am King – 4:27
4. The Darkest Flame – 5:19
5. The Fires... – 5:25
6. Mealltach – 1:28
7. Let the Sun Set on Life Forever – 4:27
8. To the Ends of the Earth – 5:31
9. Beneath a Bronze Sky – 3:28
10. Awaiting the Dawn... – 5:00
11. Total Destruction (demo) – 5:49 – da Dark Romanticism... Sorrow's Bitter Harvest...
12. The Darkest Flame (demo) – 4:33 – da Dark Romanticism... Sorrow's Bitter Harvest...
13. Among the Lazarai (demo) – 5:49 – da Dark Romanticism... Sorrow's Bitter Harvest...
14. To the Ends of the Earth (demo) – 6:01 – da Dark Romanticism... Sorrow's Bitter Harvest...

Formazione
- Naihmass Nemtheanga – voce
- Ciáran MacUiliam – chitarra, bodhrán, tin whistle, tastiere
- Pol Mac Amlaidh – basso
- "D." Mac Amlaidh – batteria, percussioni

### DVD

#### Live in Cork City, February 1994
Testi di Naihmass Nemtheanga, musiche di Primordial.
1. Among the Lazare – 5:28
2. Let the Sun Set on Life Forever – 4:47
3. To Enter Pagan – 5:34
4. The Darkest Flame – 4:33
5. The Fires – 5:37

Formazione
- Naihmass Nemtheanga – voce
- Ciáran MacUiliam – chitarra
- Pol Mac Amlaidh – basso
- "D." Mac Amlaidh – batteria